# ألان وايس (رياضياتي)
ألان وايس (بالإنجليزية: Alan Weiss)‏ هو رياضياتي أمريكي، ولد في 5 ديسمبر 1955.